# Сент Пол (Небраска)
Сент Пол (енгл. St. Paul) град је у америчкој савезној држави Небраска.

## Демографија
По попису из 2010. године број становника је 2.290, што је 72 (3,2%) становника више него 2000. године.
| Група             | 2000.         | 2010.         |
| Белци             | 2.185 (98,5%) | 2.225 (97,2%) |
| Афроамериканци    | 5 (0,2%)      | 7 (0,3%)      |
| Азијати           | 3 (0,1%)      | 3 (0,1%)      |
| Хиспаноамериканци | 19 (0,9%)     | 32 (1,4%)     |
| Укупно            | 2.218         | 2.290         |